# Petronilla de Grandmesnil
Petronilla de Grandmesnil, condesa de Leicester (m. 1212), fue la esposa de Robert de Beaumont, III conde de Leicester, conocido como «Blanchmains» (m. 1190). Tras una larga viudez, fue enterrada en la abadía de Leicester al fallecer el 1 de abril de 1212.

## Biografía
El cronista Jourdain Fantosme cuenta que el conde Robert y su esposa Petronilla participaron en la rebelión de 1173–1774 de Enrique Plantagenet contra su padre, el rey Enrique II. Jourdain afirma que el conde se involucró porque tenía agravios contra el rey, y atribuye a la condesa unos comentarios despectivos sobre los ingleses que luchaban en el bando del rey: «Los ingleses son buenos fanfarrones, pero pésimos luchadores; se les da mejor tragarse jarras de peltre y engullir».
La condesa Petronilla acompañó a su marido en su campaña contra las tropas inglesas al mando del conde de Arundel y de Humphrey III de Bohun. Se dice que, durante el enfrentamiento final, Petronilla huyó de la batalla, y la encontraron en una zanja. «La esposa del conde quería ahogarse, pero Simon de Odell se encargó de sacarla del agua: "Mi señora, ¡salid de este lugar y abandonad vuestro propósito! La guerra es cuestión de perder y ganar». Cuando fue capturada, se observó que llevaba una armadura masculina: cota de malla, espada y escudo. Al conde Robert también lo apresaron, y confiscaron sus propiedades. Liberaron a la condesa de la prisión, y, durante el prolongado encarcelamiento de su marido, éste le escribió pidiéndole que cumpliera con los requerimientos establecidos en el testamento de su padre.

## Familia
Petronilla, la hija de un tal William de Grandmesnil, afirmaba ser la heredera de la baronía de Grandmesnil, pero es incierto el parentesco de su padre con los jefes de la familia. Se casó a mitad de la década 1150, y tuvo siete hijos al menos:
- William (m. antes de 1190).
- Robert de Beaumont, IV conde de Leicester «FitzParnel/FitzPetronilla» (m. 1204), que se casó con Loretta de Braose.
- Roger de Beaumont, obispo de St. Andrews (m. 1202).
- Amice, que se casó con (1) Simón de Montfort (m. 1188), con el que tuvo a Simón de Montfort, V conde de Leicester; y con (2) William de Barres (m. 3 de septiembre de 1215).
- Margaret, que se casó con Saer de Quincy (más tarde I conde de Winchester).
- Hawise, que se hizo monja en el priorato de Nuneaton.
- Pernel/Petronilla.
- Es posible que tuviera otros dos hijos: Geoffrey y Mabel.[6]